# Pfarrkirche Haidershofen

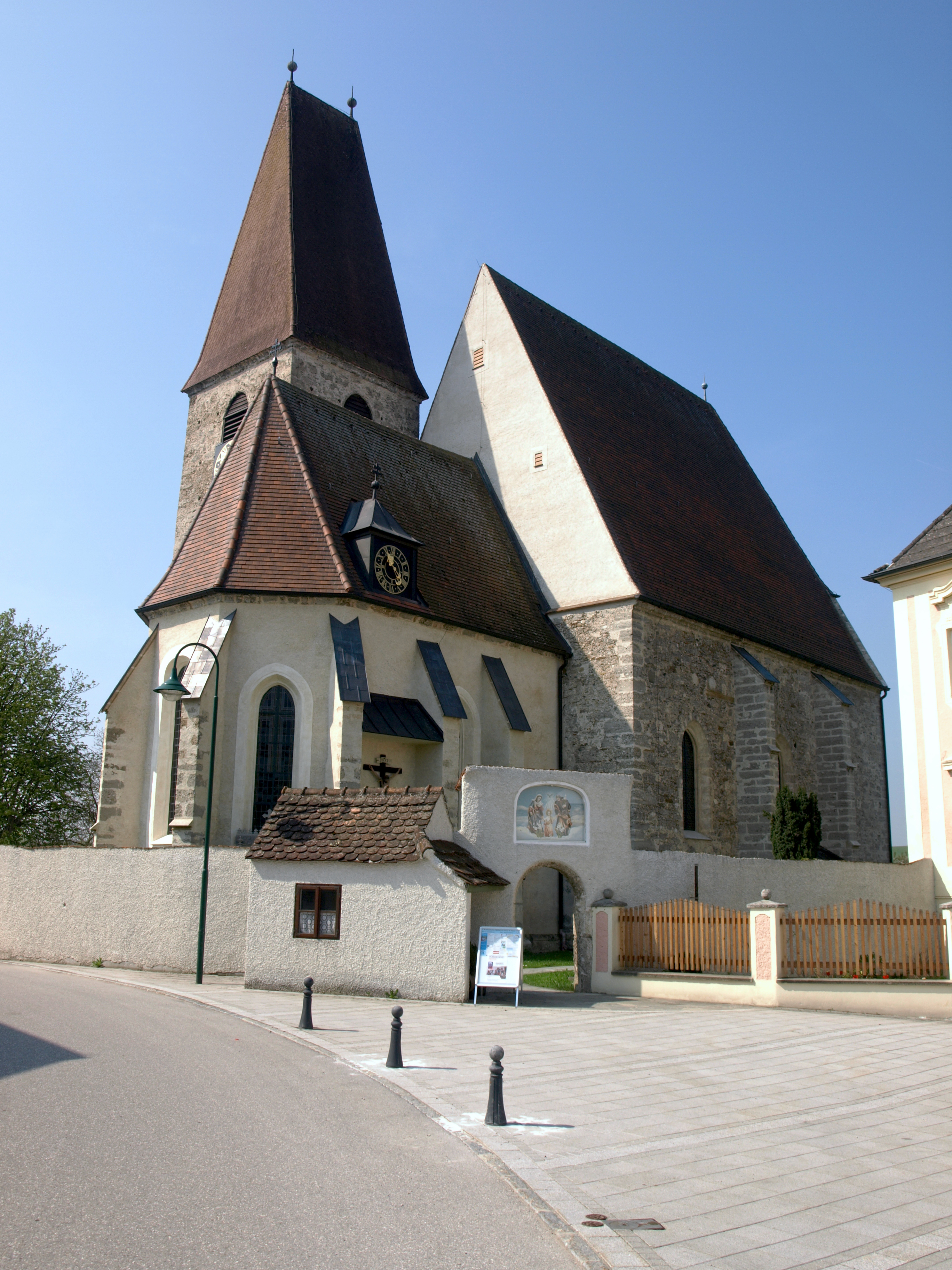
Pfarrkirche Haidershofen

Die römisch-katholische Pfarrkirche Haidershofen befindet sich in der Gemeinde Haidershofen im Bezirk Amstetten in Niederösterreich. Die dreischiffige gotische Hallenkirche ist dem heiligen Severin von Köln geweiht und wird in der Liste des Bundesdenkmalamtes als Kath. Pfarrkirche hl. Severin, Friedhof (Listeneintrag) geführt.

## Geschichte
Für die Frühzeit fehlen genaue Daten, aber die Ursprünge reichen vermutlich bis vor das Jahr 1000 zurück, für eine Pfarrgründung wird 1151 angenommen. Von 1274 bis 1784 gehörte die Pfarre zum Stift Gleink. Die spätgotische, dreischiffige Hallenkirche wurde 1452 geweiht. Von Mai 2019 bis Oktober 2020 fand eine umfangreiche Renovierung des Inneren statt.

## Kirchenbau

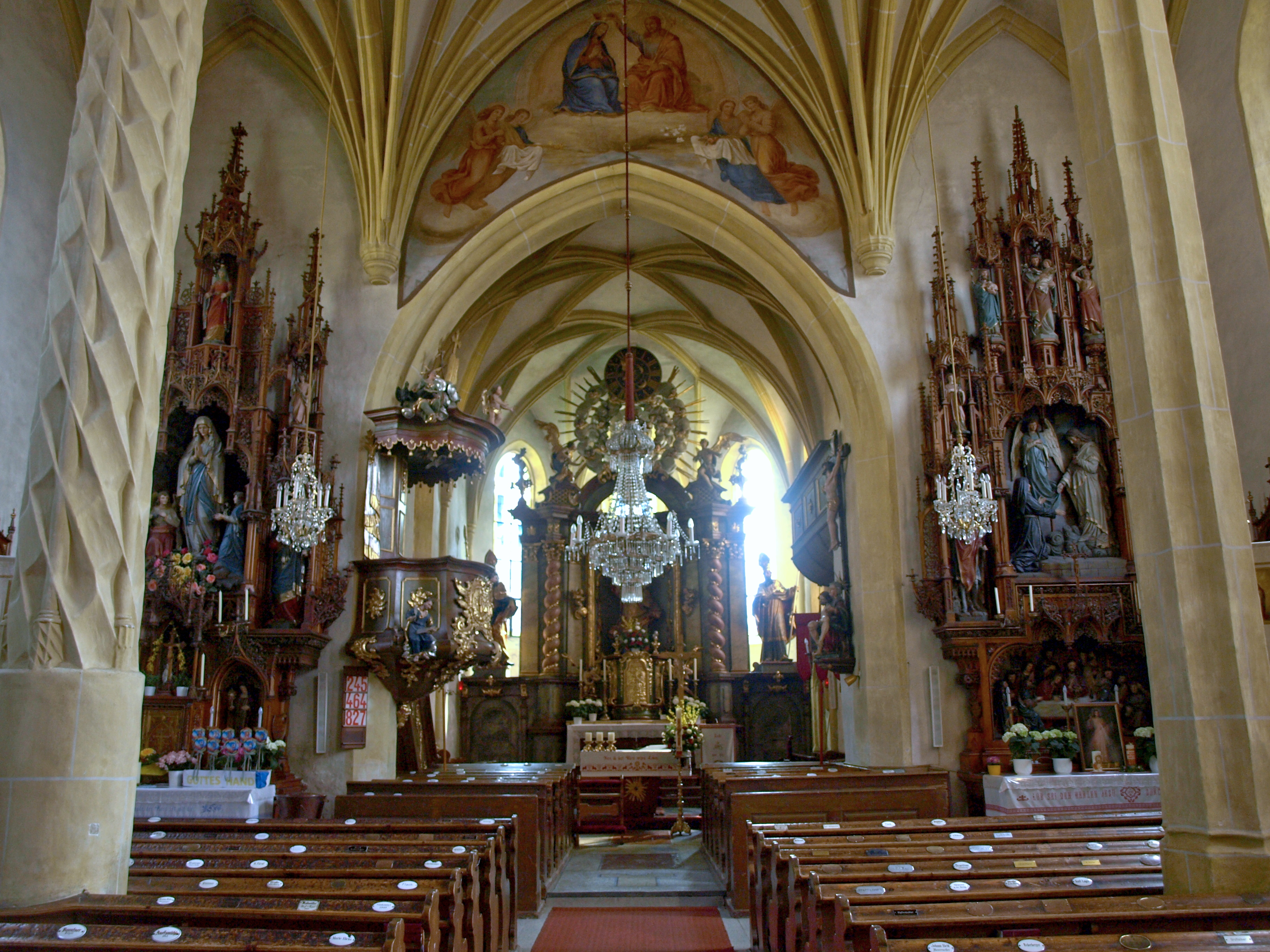
Kircheninneres

Rund um den Kirchenbau liegt der alte Friedhof, dessen Westmauer Schlüssellochscharten aufweist und damit an die ehemalige Wehrfunktion erinnert. Der massige Eindruck der Kirche wird durch den massiven Südturm mit steilem Walmdach und dem hohen Langhaus mit Steildach bestimmt, der an das Langhaus angebaute Chor ist deutlich niedriger gehalten. 
Der spätbarocke Hochaltar enthält zentral die Skulptur Madonna vom Siege und wird von Skulpturen von Gottvater und Engeln bekrönt. Seitlich stehen die Statuen des heiligen Severin und des heiligen Nikolaus. Die Statuen an den neugotischen Seitenaltären stammen von nach 1890. Oberhalb des Triumphbogens befindet sich eine Wandmalerei mit einer Marienkrönung.
Ein Unikat ist das „Dollfuß-Fenster“, das Engelbert Dollfuß zu Füßen des Heiligen Engelbert von Admont zeigt.

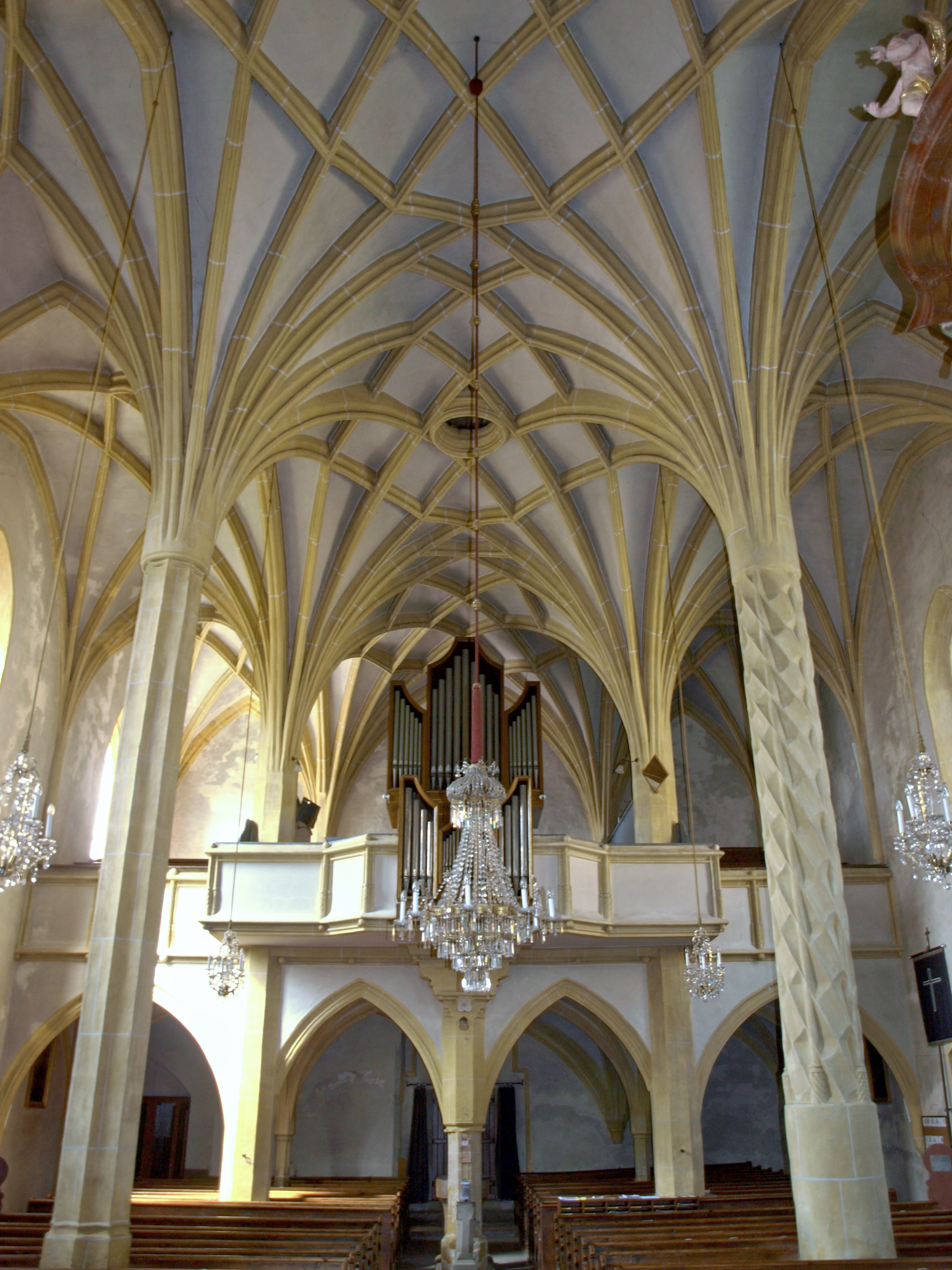
Blick zur Orgel
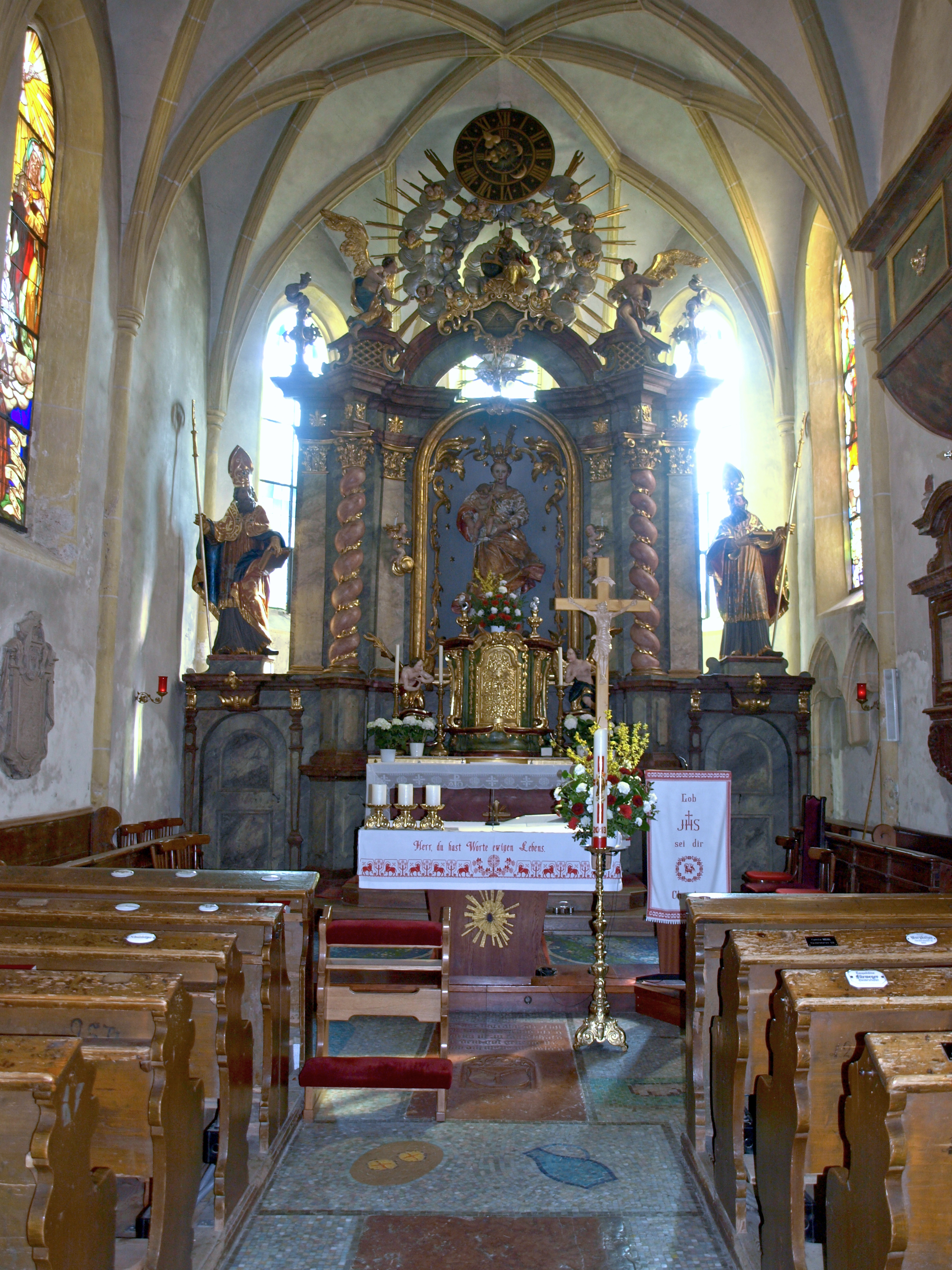
Chor mit Hochaltar
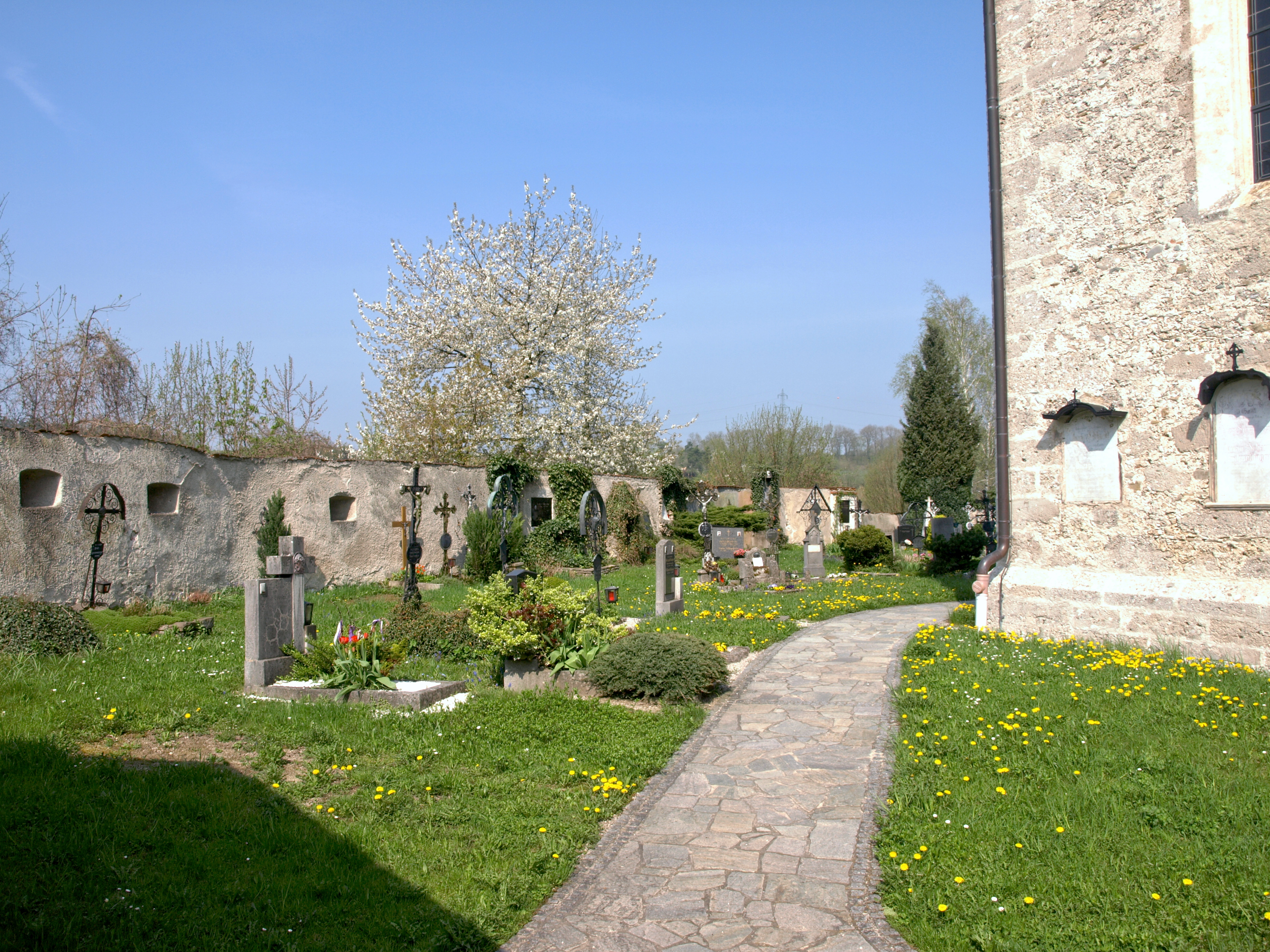
Friedhof
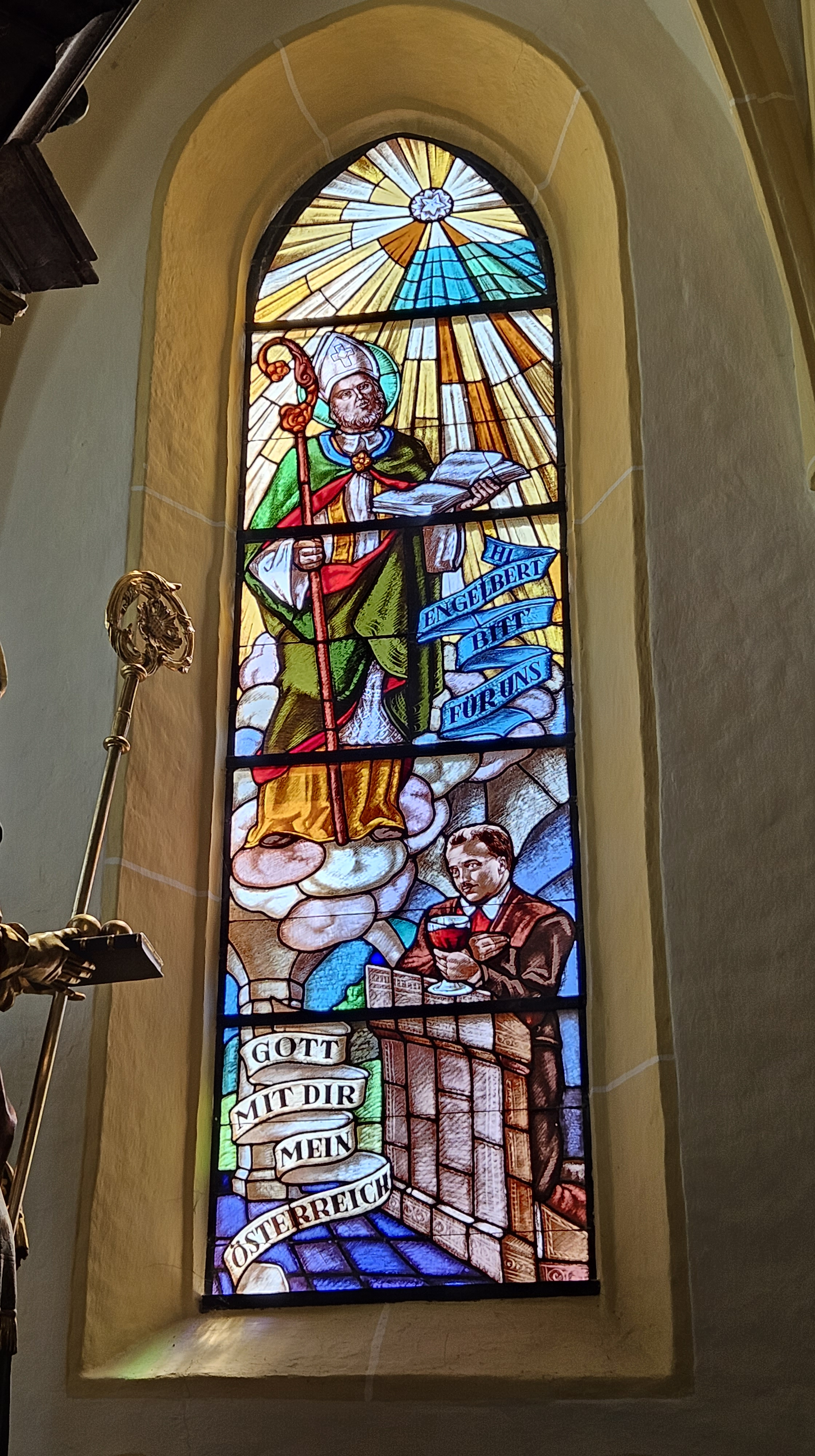
Dollfuß-Fenster